# Крыловы
Крыловы — дворянский род.
В Боярской книге записан дьяк Меркурий Крылов (1640—1658), воевода в Пскове (1653—1655).
Сергей Ильич Крылов, находясь в службе при Всероссийском Императорском Дворе Камер-Фурьером 6-го класса, 27.03.1800 года за усердие к верность, Всемилостивейше пожалован в дворянское достоинство и на оное дипломом, с коего копия хранится в Герольдии.

## Описание герба
В Щите, имеющем золотое поле, изображены два чёрные орлиные крыла, выходящие из левого верхнего и из правого нижнего углов, а посередине щита горизонтально означена голубого цвета полоса, с двумя на ней серебряными шестиугольными звездами.
Щит увенчан дворянскими шлемом и короной. Нашлемник: три страусовых пера. Намёт на щите голубой, подложенный серебром. Герб Крылова внесён в Часть 5 Общего гербовника дворянских родов Всероссийской империи, стр. 143.